# لی قصاب
لی قصاب (انگلیسی: Lee Butcher؛ زادهٔ ۱۱ اکتبر ۱۹۸۸) بازیکن فوتبال اهل بریتانیا است.
از باشگاه‌هایی که در آن بازی کرده‌است می‌توان به باشگاه فوتبال مارگیت، باشگاه فوتبال لیتون اورینت، باشگاه فوتبال تاتنهام هاتسپر، باشگاه فوتبال ای‌اف‌سی ویمبلدون، باشگاه فوتبال ولینگ یونایتد، باشگاه فوتبال گرایس اتلتیک، و باشگاه فوتبال سنت آلبنز سیتی اشاره کرد.